# باتريك غيل
باتريك غيل (بالإنجليزية: Patrick Gale)‏ (1962، وايت في المملكة المتحدة)؛ روائي بريطاني. درس في كلية نيو كوليج.